# Obraz Marii Rozwiązującej Węzły
Maria Rozwiązująca Węzły – obraz Maryi w kościele św. Piotra w Augsburgu (Niemcy).

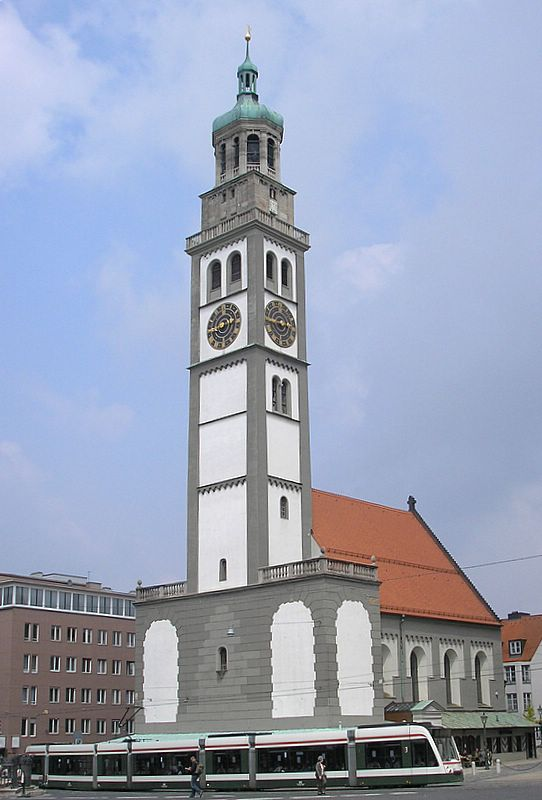
Kościół św. Piotra w Augsburgu, w którym znajduje się oryginał obrazu

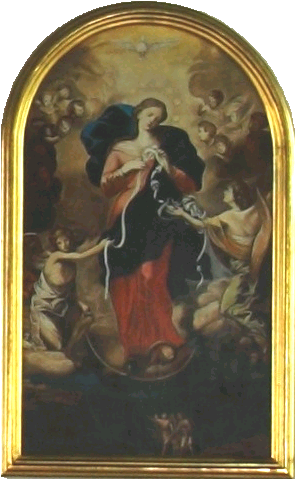
Maria Rozwiązująca Węzły w kościele św. Marka w Kątach Rybackich

Wizerunek ten jest też szczególnie czczony w Ameryce Południowej, gdzie to w latach 90. XX w. na zlecenie późniejszego papieża Franciszka sporządzona została kopia tego obrazu, znajdująca się w kościele San José del Talar w Buenos Aires. Jeszcze przed jego wyborem na papieża, Jorge Bergoglio ofiarował swemu poprzednikowi, papieżowi Benedyktowi XVI, kielich z wygrawerowanym wizerunkiem Marii Rozwiązującej Węzły. Wiedząc o szczególnym przywiązaniu do niej papieża Franciszka, w 2018 roku nowy koreański ambasador w Watykanie, Baek Man Lee, sprezentował papieżowi koreańską kopię tego obrazu.
Obraz stał się także inspiracją do 9-dniowej modlitwy – nowenny do Matki Bożej Rozwiązującej Węzły.